# Bayonne-Schinken

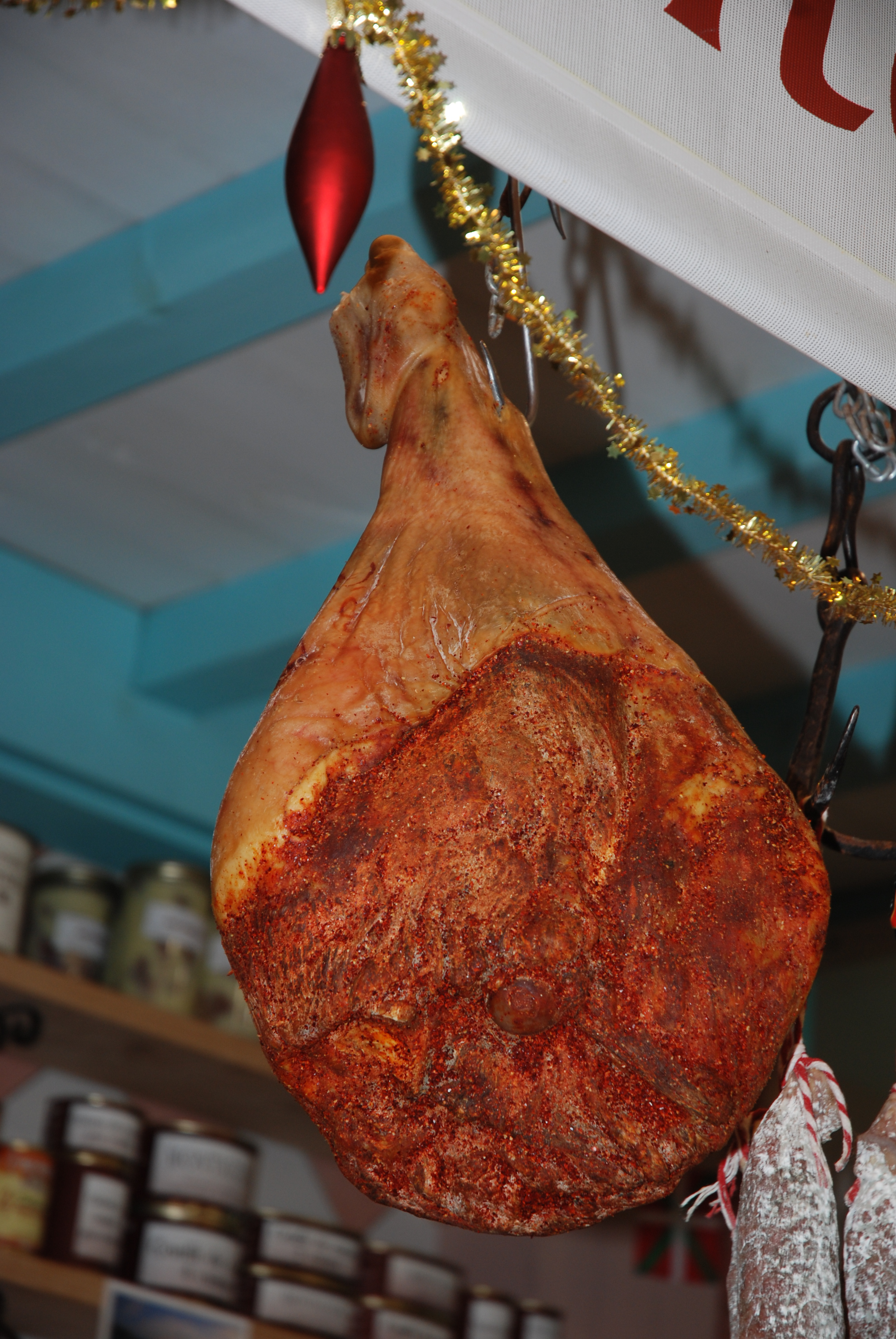
Bayonne-Schinken

Bayonne-Schinken (französisch Jambon de Bayonne, baskisch Baionako xingarra) ist eine traditionelle Spezialität der an Spanien grenzenden Regionen Frankreichs. Der zarte, feine und leicht süßlich duftende luftgetrocknete Schinken gilt als der hochwertigste Schinken Frankreichs.

## Geschichte
Der Bayonne-Schinken und seine Herstellung haben im Südwesten Frankreichs seit rund 1000 Jahren Tradition. Die Ortschaft Orthez wird als das historische Zentrum dieser Spezialität betrachtet. Der Schinken trägt jedoch den Namen der Stadt Bayonne, weil deren Hafen für lange Zeit das wichtigste Export- und Verteilungszentrum für die Spezialität war.

## Herstellung
Für seine Herstellung werden ausschließlich die Hinterkeulen von Schweinen verwendet, die im äußersten Südwesten des Landes gemästet wurden. Dieses Gebiet umfasst die gesamte südfranzösische Region Midi-Pyrénées sowie das angrenzende Département Pyrénées-Atlantiques in der Region Aquitaine. Vorzugsweise findet dabei eine traditionelle Schweinerasse aus der Gegend um Orthez Verwendung, weil diese besonders saftige Hinterkeulen liefert. Es wird Wert auf artgerechte Aufzucht sowie beste Fütterungsbedingungen gelegt. „Echter“ Bayonne-Schinken stammt deswegen von Schweinen, die mindestens neun Monate lang ausschließlich mit Getreide gefüttert wurden. Nach der Schlachtung der Schweine wird er zuerst gepökelt und dann bis zu zwölf Monate lang gereift.